# Udjebten
| V24 | b | N20 · t · n |

| V24 | b | N20 · t · n |

Udjebten o Wedjebten fue una reina consorte del Antiguo Egipto, esposa del faraón Pepi II de la sexta dinastía.

## Títulos
Sus títulos incluyen el de Princesa Hereditaria (ỉrỉỉ.t-pˁt), que indica un nacimiento en la nobleza.
Todos sus otros títulos conocidos se relacionan con su función como esposa del rey: La que ve a Horus y Seth (m33.t-ḥrw-stš), Grande del Cetro hetes (wr.t-ḥts), La Esposa del rey (ḥm.t-nỉswt), La Esposa Amada del rey Men-ankh-Neferkare (ḥm.t-nỉswt mrỉỉ.t=f mn-ˁnḫ-nfr-k3-rˁ), Ayudante de Horus (ḫt-ḥrw), Consorte del Amado de las Dos Señoras (zm3.t mrỉỉ-nb.tỉ).

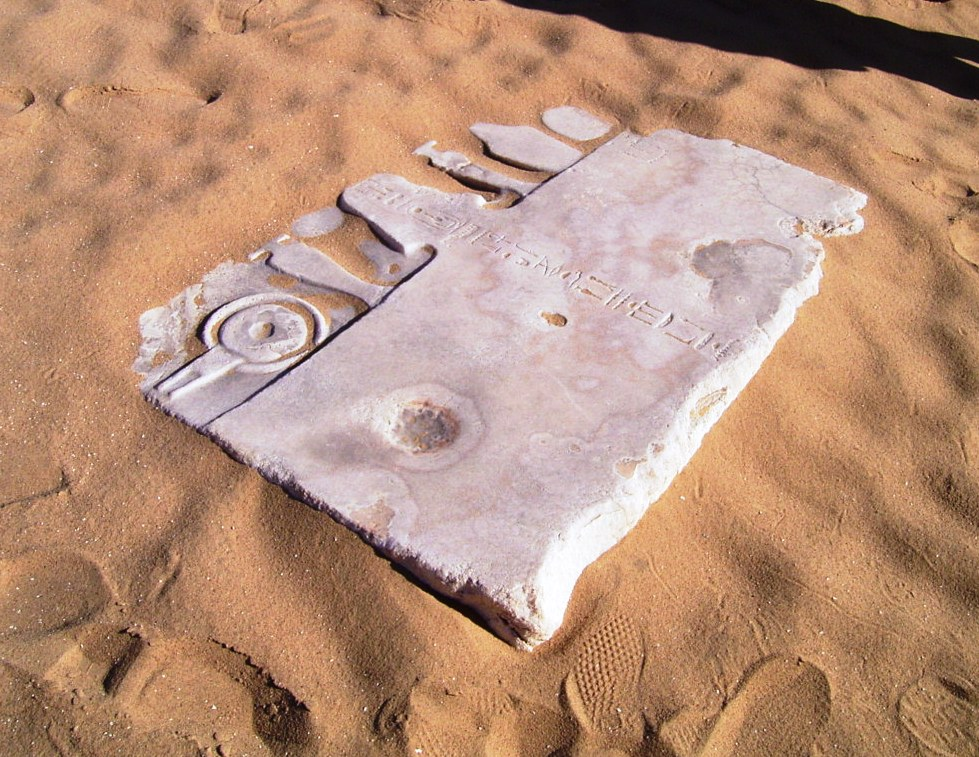
Mesa de sacrificios con el nombre de la reina, hallada cerca de su pirámide.

Ninguno de sus títulos declara que sea una Hija del Rey, así que no pudo haber sido hermana del faraón Pepi II como sí lo eran sus otras mujeres Neit e Iput II.

## Entierro
Wedjebten fue enterrada en una pirámide en Saqqara. Su complejo piramidal incluyó una pirámide, un pequeño templo funerario y una pirámide de culto. El complejo estaba rodeado por dos muros perimetrales. Una inscripción allí encontrada menciona que la parte superior de la pirámide de Wedjebten o piramidión estaba chapada en oro. Las paredes de su cámara funeraria estaban decoradas con los Textos de las Pirámides.